# Ткачёв, Андрей Никитич
Андре́й Ники́тич Ткачёв (15 июня 1843 — 24 февраля 1911) — русский адвокат, земский и общественный деятель, член III Государственной думы от Псковской губернии.

## Биография
Родился в с-це Сивцеве Великолукского у. Псковской губ.   Из потомственных дворян Псковской губ.: его отец  Ткачев Никита Андреевич  (ок. 1787-1848), из московской купеческой семьи, в 1808-38 успешный архитектор - в Москве был помощником К.Росси, а переехав в Петербург, участвовал в проектировании и строительстве отдельных дворцов, дворцовых ансамблей, правительственных зданий, за что неоднократно удостаивался Высочайших наград, был произведен в чин надворного советника и пожалован в кавалеры орденов Св. Анны 2-й степ. с бриллиантами и Св. Владимира 4-й степ., получил личное, а затем и потомственное дворянство, а женившись на псковской помещице Великолукского у. Псковской губ. Марии Николаевне, из рода Анненских, стал землевладельцем (последние годы жизни провел в имении Сивцеве, где родились сыновья Андрей и Петр и дочери Александра и Софья). В 1851 вдова Мария Николаевна с четырьмя детьми, оставив родовое имение, переехала в Петербург. Получив первоначальное воспитание дома, Андрей окончил 2-ю Петербургскую гимн., в сент. 1861 поступил на юридический ф-т СПб ун-та по разряду административных наук, но уже в декабре того же г. из-за студенческих волнений ун-т был закрыт, а Т. уволен с 1-го курса. В это же время младший брат его Петр (1844-1886), учившийся на том же ф-те, за участие в студенческих беспорядках был арестован и заключен в Петропавловскую, а затем в Кронштадтскую крепости; впоследствии он стал известным публицистом, идеологом народничества, неоднократно арестовывался и приговаривался к ссылке, эмигрировал, в 1882 заболел и через 4 года умер в возрасте 41 года. Поиск средств к существованию – надо было содержать мать, получавшую небольшую пенсию за мужа и доходов с имения не имевшую, и двух сестер – привел Андрея в Почтовый деп-т, где он получил должность разъездного чиновника. В нояб. 1865 кол. регистратор Т. подал прошение ректору Московского ун-та о допущении к испытанию на степень кандидата юридических наук, а в октябре след. г., сдав успешно экзамены и получив от профессора Ф.Мильгаузена одобрение за сочинение на тему: «О кадастре для России», был утвержден в искомой степ. и получил Аттестат № 2328 от 12 окт. 1866. В том же г. поступил на службу учителем истории и географии в Николаевский сиротский институт Московского воспитательного дома, а через год переехал в Петербург, где продолжил педагогическую деятельность в СПб Николаевском сиротском институте и Александринском сиротском доме. Получив еще в гимназии, а затем в ун-те укрепив знания в латинском и греческом языках, Т. в 1870-х издал учебное пособие «История Греции и Рима» (в двух частях), которое МНП рекомендовало всем основным библиотекам средних учебных заведений.  С 1872 он несколько лет совмещал педагогическую деятельность с гос. службой в канцелярии МВД столоначальником 2-го отделения. В 1875 из учебного ведомства уволился, а в МВД по служебной лестнице не продвинулся, но в чинопроизводстве от кол. секретаря поднялся до надворного советника. Выйдя в отставку, в 1880 Т. вступил в сословие присяжных поверенных округа СПб судебной палаты и адвокатской деятельностью в столице занимался вплоть до 1896, не оставил эту деятельность и после переезда в Псковскую губ., где записался в присяжную адвокатуру при Великолукском окр. суде, который входил в округ СПб СП. 
Поселившись в своем имении Сивцеве (750 дес.), Т. посвятил себя сельскому хозяйству и земской деятельности. В 1900 основал и возглавил Великолукское общество сельского хозяйства, а в 1901, при помощи земства, устроил в своем имении двухклассное министерское училище, все годы был его почетным блюстителем. В 1905-07 гласный Великолукского уездн. земского собрания, член училищного совета, член уезд.комитета попечительства о народной трезвости и участковый попечитель, почетный блюститель Максимовского одноклассного уч-ща (при с-це Сивцеве). В 1909 гласный губерн.земства, член губерн. Экономического совета, член губерн. училищ.совета. Неоднократно избирался почет. мировым судьей в Великолукском у. (камеру содержал в своем имении).
В 1907 был избран в члены III Государственной думы от съезда землевладельцев Псковской губ. По убеждениям монархист. Входил во фракцию октябристов (1-я сессия), умеренно-правых (2-я сессия), с 3-й сессии — в русскую национальную фракцию. Убежденный сторонник суда присяжных, условно-досрочного освобождения, кооперации и борьбы с пьянством. Состоял товарищем секретаря комиссии по вероисповедным вопросам, а также членом комиссий: по судебным реформам, о мерах борьбы с пьянством и библиотечной. В 1909 в результате инсульта был парализован и потерял речь, его забрала в свою квартиру в д. 17 по Баскову пер. (СПб) и два года, до самой смерти, опекала племянница Богданович Татьяна Александровна (1872-1942), дочь рано умершей Софьи Никитичны Криль-Ткачевой (1842-1875). Муж Татьяны Богданович Ангел Иванович (1860-1907) был потомств. дворянином, литератором, оставил ее с 4 детьми. 
Жена: Эмилия Павловна (? – н.р. 1917). Детей не имели.
Соч.: История Греции и Рима / Соч. Андрея Ткачева, преп. С.-Петерб. Николаев. сирот. ин-та. СПб., тип. МВД, 1871-76. Ч. 1. Греция. 1871; Ч. 2. Рим. 1876. 
Архив: ЦГАМ. Ф. 418. Оп. 34. Д. 16 О допущении к испытанию на степень кандидата разных лиц (1865); Оп. 35. Д. 733. Л. 182 Аттестат кандидата; РГИА. Ф. 1278. Оп. 9. Д. 800.
Некролог: Исторический вестник. 1911, т. 124, № 4, апр., с. 395-396.
Лит.: Боиович М.М. Члены Государственной думы (Портреты и биографии). Третий созыв. М., 1909, с. 265; Псковский биографический словарь. Под общ. ред. В. Н. Лещикова. Псков, ПГПИ, 2002; Богданович Татьяна. Повесть моей жизни. Воспоминания. 1880-1909. Новосибирск, изд-во «Свиньин и сыновья», 2007; Кузьмин В. От крестьянина до юриста: кто представлял Псковщину в Госдуме столетие назад // Псковская правда. 2016, 21 сент.